# Girolamo di Benvenuto

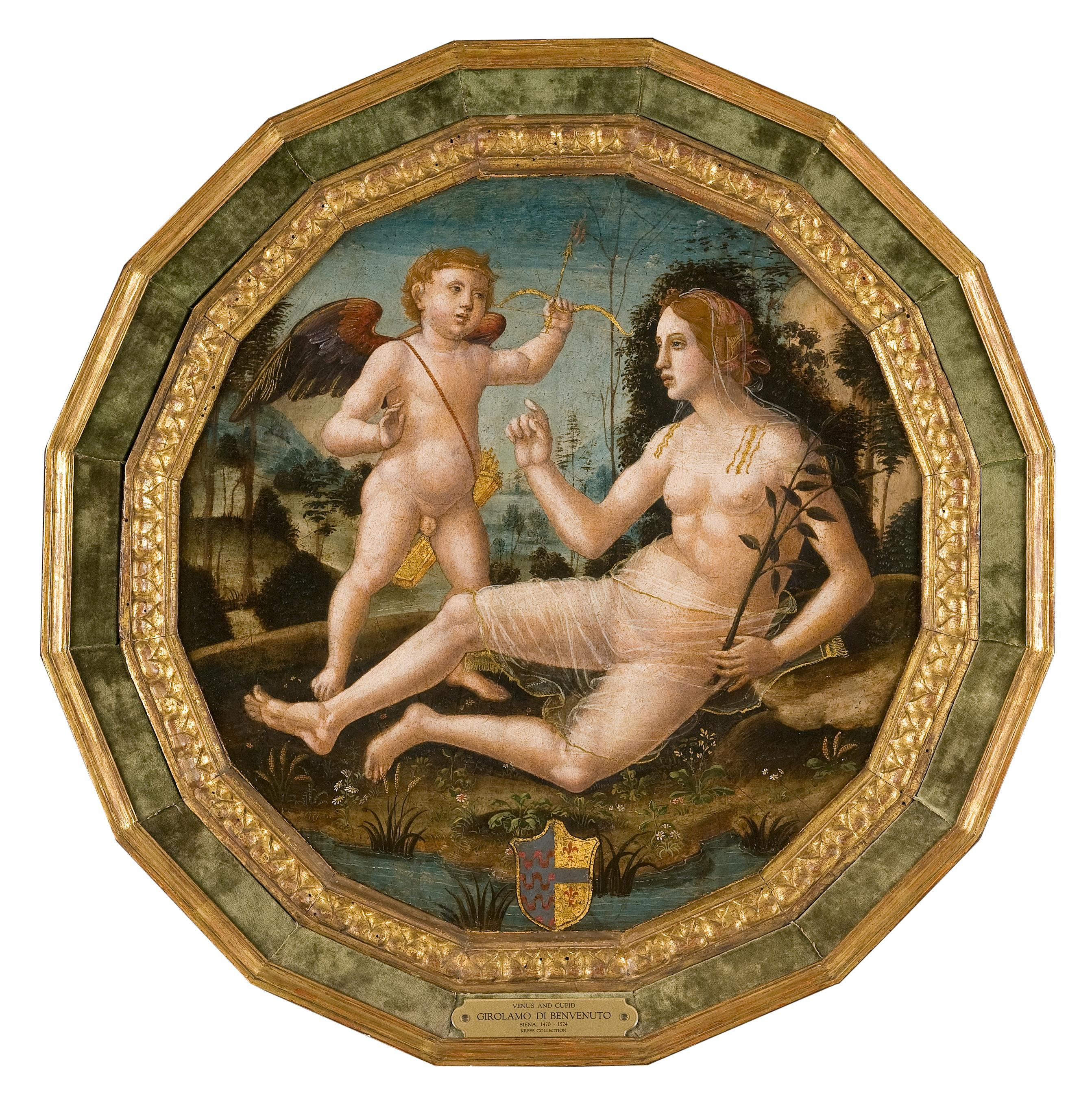
Venus y Cúpido (1500 (hacia)). Óleo sobre tabla de álamo (Denver Art Museum).

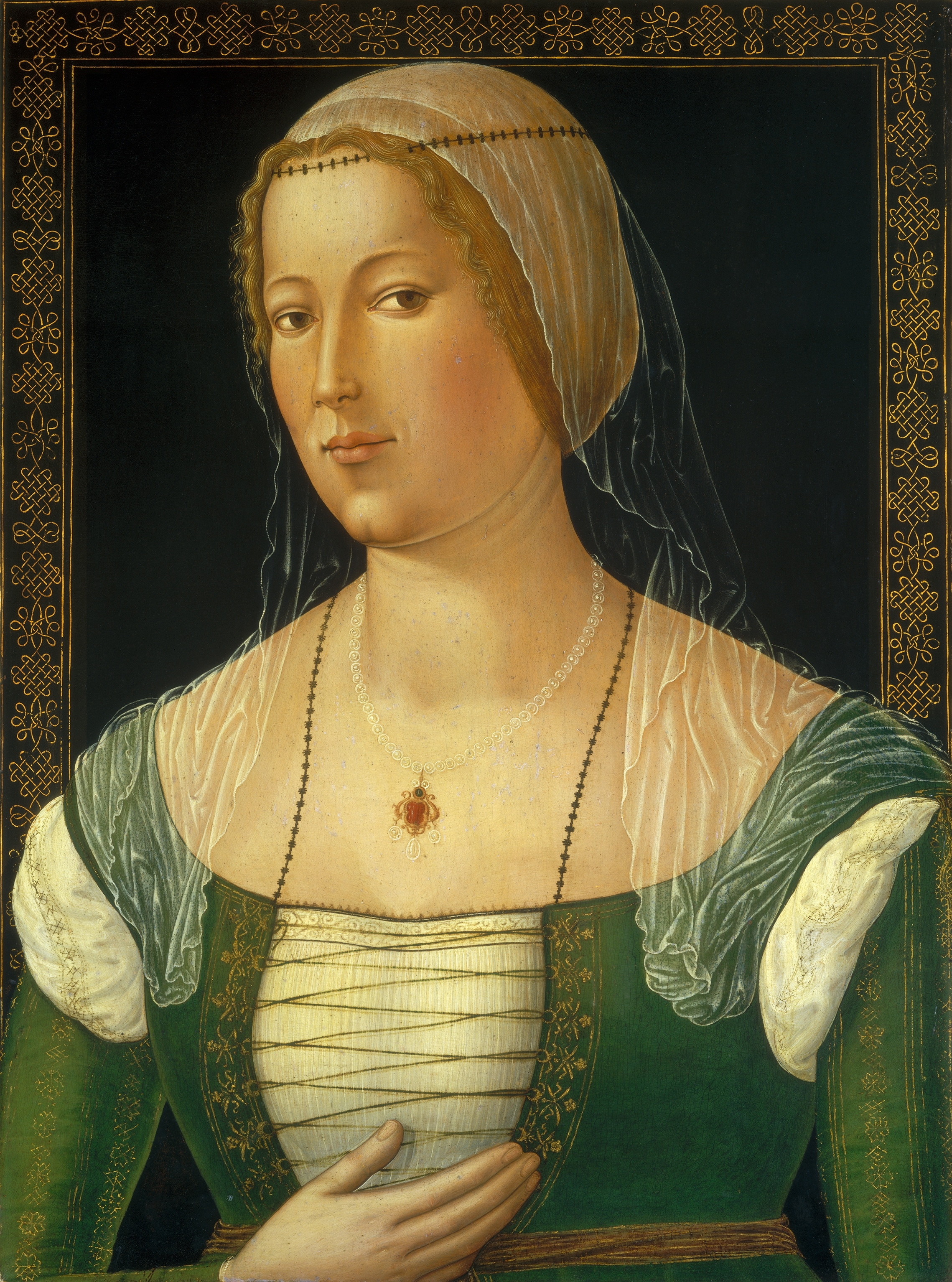
Retrato de una mujer joven (1508 (hacia)). Óleo sobre tabla de álamo.

Girolamo di Benvenuto (Siena, 1470-1524) fue un pintor italiano de la llamada escuela de Siena.
Hijo y alumno de Benvenuto di Giovanni, empezó a colaborar con su padre en el estudio hacia finales de la década de 1480. Su grado de colaboración dificulta la identificación de algunas de sus obras, sobre todo aquellas realizadas entre 1498 (la fecha de la primera obra firmada por Girolamo) y 1509 (la fecha de la última obra firmada por su padre).